# الانتخابات المحلية السورية 2011
أجريت الانتخابات المحلية في جميع أنحاء سوريا في 12 ديسمبر 2011 لانتخاب 17،629 عضوا في المجالس البلدية في 1،355 وحدة إدارية. وشارك نحو 42،000 مرشح في الانتخابات. جرت الانتخابات في اليوم الثاني للإضراب الذي دعت إليه المعارضة، مع مقاطعة المعارضة العربية والكردية الانتخابات. وادعت الحكومة السورية أن الانتخابات كانت ناجحة وحظيت بإقبال عال، إلا أن الإقبال على المشاركة في أجزاء كثيرة من البلاد كان منخفضا.

## خلفية
جرت الانتخابات في خضم المراحل الافتتاحية للحرب الأهلية السورية، التي بدأت في البداية كاحتجاجات وتطورت إلى مواجهات عنيفة على نحو متزايد. وبحلول ديسمبر 2011 كانت مرحلة الانتفاضة المدنية من الحرب الأهلية قد انتهت في معظمها، مع أخذ الصراع اتجاها عسكريا متزايدا ووقوع قتال كبير في جميع أنحاء البلاد، ولا سيما في محافظات إدلب، حماة، درعا، دير الزور، وريف دمشق. وقد بدأت الأزمة في مارس 2011، وقبل الانتخابات المحلية في ديسمبر 2011 قتل ما يقدر بـ5،000 شخص.
في مواجهة القلاقل المتزايدة، أطرت الحكومة السورية الانتخابات كجزء من خطة أوسع للإصلاح، مدعية أن قانون إدارة محلية جديد صدر في أغسطس 2011 قد منح الإدارات المحلية المزيد من الصلاحيات واستقلالا ماليا. وشملت التغييرات الأخرى التي ذكرتها الحكومة إشراف لجان قضائية على الانتخابات بدلا من وزارة الداخلية وتغيير النظام الانتخابي ذو القوائم المغلقة الذي يضمن 50% من جميع المقاعد البلدية للجبهة الوطنية التقدمية ذات القيادة البعثية إلى نظام دون قوائم حيث يمكن المواطنين التصويت لأي مرشح. كان أكثر من 14.5 مليون سوري مخولا للتصويت، بما في ذلك آلاف الأكراد الذي منحوا الجنسية بموجب مرسوم رئاسي في أبريل 2011.